# Manolosanctis
Manolosanctis est une maison d’édition spécialisée dans la  bande dessinée active de 2009 à 2012.

## L'histoire
Créé en mars 2009 par Arnaud Bauer, Maxime Marion et Mathieu Weber, manolosanctis est une maison d’édition qui repose sur le site web de partage de bande-dessinée manolosanctis.com.
En décembre 2009, quatre albums sont produits : Base Neptune de Renart, Oklahoma Boy de Thomas Gilbert, À Renaud de Maureen Wingrove (plus connue sous le nom de Diglee) et le collectif Phantasmes parrainé par Pénélope Bagieu. Manolosanctis est accrédité en tant que projet numérique innovant par le Centre national du livre.
Début 2010, manolosanctis s'agrandit, lance sa propre application iPhone gratuite et déménage pour s'installer à la pépinière Paris Innovation Réunion, dans les anciens bureaux de Rue89. Elle obtient également le label Oséo Excellence, qui récompense les 2000 start-up françaises les plus prometteuses.
En juin 2010, après la signature d'un accord de distribution avec le groupe La Martinière - Le Seuil, les albums manolosanctis sont vendus en librairie. Depuis mars 2011, ils sont également disponibles sur Iznéo, un portail de bande dessinée en ligne où il est possible de louer ou d'acheter les albums.
Manolosanctis lance son site en anglais en janvier 2011. Le site accueille désormais des membres anglophones et des albums dans d’autres langues que le français.
La société n'est cependant pas rentable et accumule des pertes. En janvier 2012, le fondateur Maxime Marion annonce qu'à la suite de « l ’échec d’une opération de financement » Manolosanctis est en faillite. La société est mise en liquidation judiciaire.

## Le modèle manolosanctis
Manolosanctis est une maison d’édition qui repose largement sur son site internet.  Le site de manolosanctis s’adresse aux jeunes auteurs désireux de faire connaître leur travail. Il est possible d’y publier et de lire des BD gratuitement et de manière illimitée. Le site permet à la maison d’édition de repérer des jeunes talents qui sont ensuite édités en version papier. En mai 2011, manolosanctis a édité 21 albums dans 6 collections. Ils sont distribués en France, Belgique, Suisse et Québec.

## La ligne éditoriale
Le style des albums édités se rattache à la nouvelle BD ou BD indépendante. Les thématiques abordées visent principalement un public âgé entre 18 et 35 ans au travers de sept collections différentes.

## Les collections

### Karma
Les albums de la collection « Karma » abordent des thématiques sombres et teintées de réflexion sociale.
Albums édités : 
- Oklahoma Boy de T. Gilbert  (ISBN 9782359760002)
- Le Monstre de T. Viguier et J. Safieddine  (ISBN 9782359760095)
- Carnaval d’Akalikoushin  (ISBN 9782359760101)
- Desert Park de T. Humeau  (ISBN 9782359760125)
- Luluabourg de N. Pitz  (ISBN 9782359760156)
- Iron & Flesh (Oklahoma Boy tome 2) de T. Gilbert  (ISBN 9782359760132)
- Catalyse de P. H. Gomont  (ISBN 9782359760248)
- Carnaval 2 d’Akalikoushin  (ISBN 9782359760255)
- L'Homme Sans Rêve de O. Bonhomme et J. Safieddine  (ISBN 9782359760316)

### Gomorrhe
« Gomorrhe » est une collection largement inspirée du cinéma gore ou de série B.
Albums édités : 
- Succube de Renart  (ISBN 9782359760118)
- Skins Party de Timothé Le Boucher  (ISBN 9782359760170)
- Bimbos vs Chatons tueurs de T. Mathieu  (ISBN 9782359760200)
- Succube 2 de Renart  (ISBN 9782359760378)

### Gemini
Cette collection  réunit des récits fantastiques et d’aventures. Elle est divisée en deux sous-collections.
Albums édités :
- Castor : albums cocasses et amusants
  - Les Aventuriers du dimanche de J.P. Boudard  (ISBN 9782359760064)
  - Hécate et Belzébuth de S. Melchior Durand et L. Sécheresse  (ISBN 9782359760163)
  - Paco des Frères Chien et Zaffiro  (ISBN 9782359760231)
- Pollux : tonalité plus dramatique
  - La Traversée de J.Royer  (ISBN 9782359760149)
  - Le Grand Rouge de Wouzit  (ISBN 9782359760194)

### Médée
La collection 100 % filles de manolosanctis aborde des thématiques plus douces, souvent sociales, comme la vie d’une catcheuse amateur dans Princesse Suplex. Les deux premiers livres de la collection ont été édités en petit format.
Albums édités :
- A Renaud de M. Wingrove (Diglee)  (ISBN 9782359760033)
- Princesse Suplex, scénario et dessin de Léonie Bischoff, 2010, 32 pages  (ISBN 9782359760071)[6]

### Styx
Les albums de « Styx » abordent les thématiques de l’enfance ou de la jeunesse.
Albums édités : 
- Base Neptune de Renart  (ISBN 9782359760019)
- Mon cauchemar et moi de Yohan Sacré  (ISBN 9782359760040)
- Antigone de Maud Bégon  (ISBN 9782359760088)
- Branleur(s) des Frères Fradet   (ISBN 978-2-35976-018-7) (BNF 42378253)
- Tatanic de Tom et Laurence Tramaux  (ISBN 9782359760347)

### Agora
« Agora » est une collection de recueils collectifs publiés à l’issue de concours destinés à promouvoir de jeunes talents. Chaque recueil est parrainé par un auteur confirmé. Les candidats sont appelés à proposer un micro-récit sur un thème donné ou en partant de quelques planches dessinées par le parrain. Les vingt récits sélectionnés sont ensuite publiés dans ces recueils à la finition exceptionnelle. 
- Phantasmes, parrainé par Pénélope Bagieu  (ISBN 9782359760026)
- 13m28, parrainé par RaphaëlB.  (ISBN 9782359760057)
- Vivre Dessous, parrainé par Thomas Cadène.  (ISBN 9782359760705)

### Hors Collection
Albums édités :
- Le Chant  de la Machine  (ISBN 978-2-35976-074-3) (BNF 42452439) David Blot et Mathias Cousin  (ISBN 9782359760743)